# Slack key

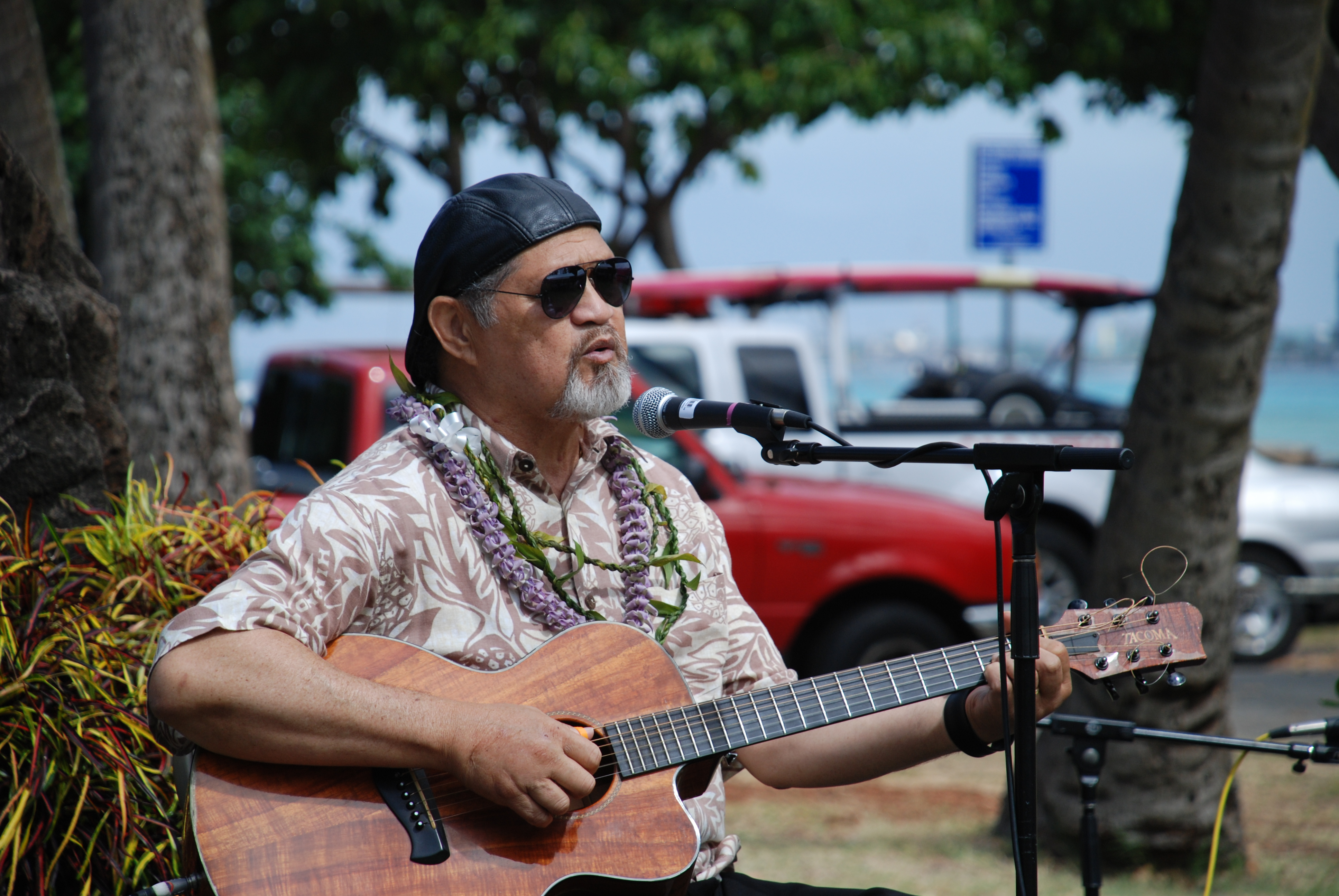
Guitarrista hawaiano Cyril Pahinuni en 2012

El slack key es una técnica de guitarra, originaria de las islas Hawái, denominada en hawaiano kī hōʻalu.

## Origen
Su nombre hace referencia a una de sus características: Partiendo de la afinación clásica de la guitarra, se «aflojan» (slacking) una o varias cuerdas, hasta formar un acorde con las cuerdas al aire, normalmente sol mayor. Se atribuye el origen de esta técnica a la música de los «paniolos» –de españoles, nombre que se le dio en las islas a los vaqueros que, hacia 1832, hizo venir el rey Kamehameha III desde Alta California para impulsar la ganadería–. Ellos importaron la guitarra española y la técnica que originó el estilo slack key, aunque algunos autores establecen influencias continentales posteriores. Posteriormente (en 1874) llegó a las islas el cavaquinho, la pequeña guitarra portuguesa de cuatro cuerdas, que según algunos autores dio origen al instrumento típico hawaiano, el ukelele.

## Características
Aunque actualmente el acorde usual de afinación es el Sol mayor, históricamente cada familia poseía sus propios acordes:

No era cuestión de afinar en casa de los Beamer con el mismo acorde que en casa de los Painhui. (Cyrill Lefébvre)

La necesidad de desarrollar nuevas afinaciones, produjo innovaciones que aprovechaban al máximo los armónicos obtenidos en el instrumento, hasta el punto de utilizarse artificios como introducir una aguja por debajo del rosetón, a la altura del último traste, atada a un hilo que el guitarrista maneja con la boca. Hacia finales del siglo XIX, Joseph Kekuku introdujo la técnica de deslizar sobre las cuerdas un tubo de vidrio, lo que produjo el sonido típico de "guitarra hawaiana". Los grandes intérpretes de guitarra slack key de principios del siglo XX, como Sol Hopii o King Benny Nawahi, exportaron esta técnica a los Estados Unidos. De esta forma, el slack key influenció profundamente a los intérpretes de blues, y a sus estilos de guitarra (fingerpicking, bottleneck...). Más influencia aún tuvieron en el naciente country, con la aparición de un instrumento propio basado en la técnica hawaiana, la pedal steel guitar.

## Músicos
La época dorada del slack key abarca hasta finales de los años 1940, con músicos de renombre como Leonard Kwan, Fred Punahoa, Raymond Kâne y, sobre todo, Gabby "Pops" Pahinui, que obtuvo un gran éxito con sus grabaciones en 1947. Pahinui grabó posteriormente con Ray Cooder.
Posteriormente, el género fue comercializándose paulatinamente, hasta convertirse en música ambiente. Sin embargo, el desarrollo de nuevas corrientes influidas por el pop y el reggae, han impulsado el redecubrimiento de los viejos guitarristas, y la aparición de un buen número de jóvenes figuras: George Kuo, Moses Kahumoku, Ledward Kaapana, James "Bla" Pahinui (hijo del gran Gabby) y Keola Beamer, heredera de una familia de gran tradición slack-key.
El pianista de new age, George Winston ha desarrollado muchos trabajos teóricos y prácticos sobre este estilo, recopilando y transcribiendo un gran número de acordes abiertos, utilizados frecuentemente en Hawái.